# Virginia Ramírez Merino
Virginia Ramírez Merino (castellà: Virginia Ramírez)  (Madrid, 22 de maig de 1964) és una jugadora d'hoquei sobre herba madrilenya, ja retirada, guanyadora d'una medalla olímpica d'or.
Va participar, als 28 anys, en els Jocs Olímpics d'Estiu de 1992 celebrats a Barcelona (Catalunya), on va aconseguir guanyar la medalla d'or en la competició masculina d'hoquei sobre herba.